# Idioma murle
El murle (también ajibba, beir, merule, mourle, murele o murule) es una nilo-sahariana del grupo súrmico, hablada por la etnia murle de Sudán del Sur, cerca de la frontera con Etiopía. Un pequeño número de murles vivien a lo largo de la frontera suroeste de Etiopía.

## Descripción lingüística

### Gramática
El orden preferente en murle es VSO. La morfología verbal presenta concordancia de persona y número con el sujeto, y puede indicar también el objeto.
El marcaje de número en el nombre es complejo, no existe un único sufijo general productivo por el marcaje de número es bastante idiosincrático. Algunos nombres tienen un sufijo singulativo, algunos usan un sufijo de plural, algunos usan ambos, y unos pocos tienen formas irregulares de lar raíz para cada número. Arensen (1992, 1998) propuso un conjunto de categoría semánticas (como la asociación con los hombres, o con el tiempo y las estaciones) para tratar de predecir qué sufijos se usan en cada contexto. Más recientemente, Payne (2006) ha propuesto analizar algunos casos como ejemplos de morfología sustractiva:
onyiit 'costilla' / onyii 'costillas'
rottin 'guerrero' / rotti 'guerreros'
Estas dos formas ejemplifican como los plurales del murle pueden predecirse de formas singulares, pero no al revés.
Existe una traducción del Nuevo Testamento al murle.